# Kamasagara, Magadi
Kamasagara là một làng thuộc tehsil Magadi, huyện Ramanagara, bang Karnataka, Ấn Độ.